# Конкурс скрипалів імені Яна Сібеліуса
Міжнародний конкурс скрипалів імені Яна Сібеліуса (фін. Kansainvälinen Jean Sibelius -viulukilpailu) — конкурс академічних скрипалів у віці до 30 років, що проходить у столиці Фінляндії місті Гельсінкі кожні п'ять років, починаючи від 1965 року в пам'ять фінського композитора Яна Сібеліуса.
Конкурс проводиться в три етапи. У першому турі конкурсанти зазвичай виконують твір Й. С. Баха, сонату В. А. Моцарта і каприс Паганіні, в програмі другого туру обов'язковим є твір сучасного фінського композитора, а в третьому турі фіналісти виконують два концерти для скрипки з оркестром, один з яких — Концерт для скрипки з оркестром Сібеліуса.

## Лауреати
| Рік  | I премія                                     | II премія                     | III премія                                             |
| 1965 | Олег Каган (СРСР)                            | Джошуа Епштейн (Ізраїль)      | Валерій Градов (СРСР)                                  |
| 1970 | Ліана Ісакадзе (СРСР) Павло Коган (СРСР)     | не присуджена                 | Отто Армін (Канада)                                    |
| 1975 | Ювал Ярон (Ізраїль)                          | Ілля Груберт (СРСР)           | Еуженіо Сирбу (Румунія)                                |
| 1980 | Вікторія Муллова (СРСР)                      | Сергій Стадлер (СРСР)         | Андрес Карденес (США)                                  |
| 1985 | Ілля Калера (СРСР) Леонідас Кавакос (Греція) | не присуджена                 | Вілмош Сабаді (Угорщина)                               |
| 1990 | не присуджена                                | Христина Ангелеску (Румунія)  | Сігрун Едвальдсдоттір (Ісландія) Акіко Танака (Японія) |
| 1995 | Пекка Куусісто (Фінляндія)                   | Елізабет Батіашвілі (Грузія)  | Мадок Сато (Японія) Микола Цнайдер (Данія)             |
| 2000 | Сергій Хачатрян (Вірменія)                   | Нацуме Таман (Японія)         | Zhi-Джіонг Ван (Китай) Сайако Кусака (Японія)          |
| 2005 | Аліна Погосткін (Німеччина)                  | Сіа-Фень Чен (Китай)          | Хен-Су Шин (Південна Корея) Вей Вень (Китай)           |
| 2010 | Микита Борисоглібський (Росія)               | Петтері Іівонен (Фінляндія)   | Естер Йоо (США)                                        |
| 2015 | Крістель Лі (США)                            | Емануель Текнаворян (Австрія) | Фрідерік Старклофф (Німеччина)                         |
| 2022 | Ін Мо Янг (Південня Корея)                   | Натан Мельцер (США)           | Дмитро Удовиченко (Україна)                            |